# テイラー・クラーク
テイラー・ジェームズ・クラーク（Taylor James Clarke, 1993年5月13日 - ）は、アメリカ合衆国バージニア州ラウドン郡アシュバーン出身のプロ野球選手（投手）。右投右打。MLBのカンザスシティ・ロイヤルズ所属。

## 経歴

### プロ入り前
高校卒業後はタウソン大学へ進学したが、2013年1月に右肘を痛めてトミー・ジョン手術を受けた。その後、チャールストン大学へ転校した。

### プロ入りとダイヤモンドバックス時代
2015年のMLBドラフト3巡目（全体76位）でアリゾナ・ダイヤモンドバックスから指名され、プロ入り。契約後、傘下のA-級ヒルズボロ・ホップスでプロデビュー。13試合に登板して3セーブ、防御率0.00、27奪三振を記録した。
2016年はA級ケーンカウンティ・クーガーズ、A+級バイセイリア・ローハイド、AA級モービル・ベイベアーズでプレーし、2球団合計で27試合に先発登板して12勝9敗、防御率3.31、118奪三振を記録した。
2017年はAA級ジャクソン・ジェネラルズとAAA級リノ・エーシズでプレーし、2球団合計で27試合に先発登板して12勝9敗、防御率3.35、138奪三振を記録した。
2018年はAAA級リノでプレーし、27試合に先発登板して13勝8敗、防御率4.03、125奪三振を記録した。オフの11月20日にはルール・ファイブ・ドラフトでの流出を防ぐために40人枠入りした。
2019年は開幕をAAA級リノで迎えた。4月20日にメジャー初昇格を果たし、メジャーデビューとなった同日のシカゴ・カブス戦では7回から登板して3イニングを無失点に抑え、初登板初セーブを飾った。この年メジャーでは23試合（先発15試合）に登板して5勝5敗1セーブ、防御率5.31、68奪三振を記録した。
2020年は12試合（先発5試合）に登板して3勝0敗、防御率4.36、40奪三振を記録した。
2021年は43試合に登板して1勝3敗、防御率4.98、39奪三振を記録した。オフの11月30日にノンテンダーFAとなった。

### ロイヤルズ時代
2021年12月1日にカンザスシティ・ロイヤルズとメジャー契約を結んだ。
2022年は47試合に登板して3勝1敗3セーブ、防御率4.04、48奪三振を記録した。
2023年は58試合（先発2試合）に登板して3勝6敗3セーブ、防御率5.95、65奪三振を記録した。

### ブルワーズ時代
2023年12月14日にキャム・デバニー、ライアン・ブレイディとのトレードで、ミルウォーキー・ブルワーズへ移籍したが、開幕はマイナーで迎えた。結局、2024年シーズンはメジャーに昇格する機会は一度も無く、レギュラーシーズン終了後の10月9日にFAとなった。

### ロイヤルズ復帰
2024年12月12日にロイヤルズとマイナー契約を結び、同日中にAAA級オマハに配属された。
2025年シーズンの開幕はマイナーで迎えたが、5月1日に前日メジャーデビューを果たしたノア・キャメロンと入れ替わって、2年ぶりにメジャーに復帰した。

## 選手としての特徴
一発を食らいやすいという弱点があるが、スライダーの空振り率/スウィング率40%超と優秀である。

## 詳細情報

### 年度別投手成績
| 年 度    | 球 団    | 登 板 | 先 発 | 完 投 | 完 封 | 無 四 球 | 勝 利 | 敗 戦 | セ 丨 ブ | ホ 丨 ル ド | 勝 率 | 打 者 | 投 球 回 | 被 安 打 | 被 本 塁 打 | 与 四 球 | 敬 遠 | 与 死 球 | 奪 三 振 | 暴 投 | ボ 丨 ク | 失 点 | 自 責 点 | 防 御 率 | W H I P |
| -------- | -------- | ----- | ----- | ----- | ----- | -------- | ----- | ----- | -------- | ----------- | ----- | ----- | -------- | -------- | ----------- | -------- | ----- | -------- | -------- | ----- | -------- | ----- | -------- | -------- | ------- |
| 2019     | ARI      | 23    | 15    | 0     | 0     | 0        | 5     | 5     | 1        | 0           | .500  | 369   | 84.2     | 86       | 23          | 30       | 0     | 6        | 68       | 3     | 0        | 55    | 50       | 5.31     | 1.37    |
| 2020     | ARI      | 12    | 5     | 0     | 0     | 0        | 3     | 0     | 0        | 0           | 1.000 | 183   | 43.1     | 35       | 8           | 21       | 2     | 0        | 40       | 0     | 0        | 23    | 21       | 4.36     | 1.29    |
| 2021     | ARI      | 43    | 0     | 0     | 0     | 0        | 1     | 3     | 0        | 7           | .250  | 194   | 43.1     | 52       | 4           | 14       | 2     | 0        | 39       | 2     | 0        | 28    | 24       | 4.98     | 1.52    |
| 2022     | KC       | 47    | 0     | 0     | 0     | 0        | 3     | 1     | 3        | 10          | .750  | 203   | 49.0     | 50       | 6           | 8        | 0     | 1        | 48       | 3     | 0        | 25    | 22       | 4.04     | 1.18    |
| 2023     | KC       | 58    | 2     | 0     | 0     | 0        | 3     | 6     | 3        | 12          | .333  | 266   | 59.0     | 71       | 12          | 24       | 1     | 3        | 65       | 3     | 0        | 42    | 39       | 5.95     | 1.61    |
| MLB：5年 | MLB：5年 | 183   | 22    | 0     | 0     | 0        | 15    | 15    | 7        | 29          | .500  | 1215  | 279.1    | 294      | 53          | 97       | 5     | 10       | 260      | 11    | 0        | 173   | 156      | 5.03     | 1.40    |

- 2024年度シーズン終了時

### 年度別守備成績
| 年 度 | 球 団 | 投手（P） | 投手（P） | 投手（P） | 投手（P） | 投手（P） | 投手（P） |
| 年 度 | 球 団 | 試 合     | 刺 殺     | 補 殺     | 失 策     | 併 殺     | 守 備 率  |
| ----- | ----- | --------- | --------- | --------- | --------- | --------- | --------- |
| 2019  | ARI   | 23        | 4         | 6         | 2         | 0         | .833      |
| 2020  | ARI   | 12        | 5         | 3         | 0         | 1         | 1.000     |
| 2021  | ARI   | 43        | 1         | 5         | 0         | 0         | 1.000     |
| 2022  | KC    | 47        | 5         | 3         | 0         | 0         | 1.000     |
| 2023  | KC    | 58        | 5         | 7         | 1         | 0         | .923      |
| MLB   | MLB   | 183       | 20        | 24        | 3         | 1         | .936      |

- 2024年度シーズン終了時

### 背番号
- 45（2019年 - 2023年、2025年 - ）